# Khuông nhạc

Khuông nhạc (tiếng Anh: stave, staff) là một tập hợp gồm năm dòng kẻ ngang song song đồng thời cách đều nhau, tạo thành bốn khoảng trống ở giữa gọi là bốn khe nhạc. Từ dòng kẻ cuối lên dòng kẻ đầu thể hiện sự gia tăng của cao độ. Thứ tự dòng và khe được đếm từ dưới lên trên. Dòng dưới cùng được gọi là "dòng thứ nhất" còn dòng trên cùng được gọi là "dòng thứ năm". Khuông nhạc được chia thành các ô nhịp bởi các đường kẻ đứng gọi là vạch nhịp. Khuông nhạc là nơi để nhà soạn nhạc viết các ký hiệu nhạc theo ý đồ sáng tác.
Cao độ tuyệt đối của mỗi dòng được định bởi vị trí đặt ký hiệu khóa nhạc ở bên trái khuông nhạc. Ví dụ, khóa Sol đặt ở dòng kẻ thứ hai (đếm từ dưới lên) nghĩa là cao độ tuyệt đối của dòng đó tương ứng với nốt Sol đầu tiên bên trên Đô giữa.
Khuông nhạc có ý nghĩa tương tự một đồ thị toán học thể hiện cao độ đối với thời gian. Tuy nhiên không giống như đồ thị toán học, số lượng nửa cung - được thể hiện bởi bước nhảy theo phương đứng từ một dòng kẻ lên khe nhạc liền kề - còn tùy thuộc vào khóa. Ngoài ra, thời điểm chính xác để bắt đầu một nốt nhạc không tương ứng chính xác với vị trí theo phương ngang của nốt nhạc đó; trái lại, thời điểm vừa nêu phụ thuộc vào ký hiệu nhạc gắn với nốt nhạc đó và phụ thuộc vào nhịp độ.

## Các vị trí trong khuông nhạc

Các vị trí trong khuông nhạc: 5 dòng và 4 khe

Vị trí xét theo phương thẳng đứng của thân nốt nhạc trên khuông nhạc cho biết cần phải chơi nốt gì: các nốt càng ở trên cao thì cao độ càng cao. Thân nốt nhạc có thể nằm trên dòng kẻ nhạc hoặc trong các khe nhạc. Nếu nốt nhạc nằm ngoài phạm vi của khuông nhạc thì phải kẻ thêm dòng kẻ phụ để từ đó viết nốt nhạc đó vào.
Muốn biết đích xác vị trí nào trong khuông nhạc ứng với nốt gì thì phải căn cứ vào khóa nhạc (khóa Sol hoặc khóa Fa chẳng hạn) ở đầu khuông nhạc. Khóa này sẽ xác định dòng kẻ mà nó nằm thì ứng với nốt gì, rồi lấy đó làm căn cứ để suy ra tất cả các nốt còn lại. Ví dụ, khóa Sol (nằm trên dòng kẻ thứ hai của khuông nhạc) nghĩa là nốt nhạc nằm trên dòng này là nốt Sol bên trên Đô giữa. Quãng nhạc giữa hai vị trí liền kề nhau theo phương đứng tương đương với một cung trong gam âm nguyên. Sau khi đã có khóa nhạc, có thể sử dụng dấu hóa sau khóa để chỉnh sửa các nốt nhạc hoặc sử dụng dấu hóa bất thường để chỉnh sửa từng nốt riêng lẻ. Khuông nhạc mà không có dấu khóa có thể được dùng để thể hiện các âm thanh của nhạc cụ gõ; mỗi dòng thể hiện một nhạc cụ khác nhau.

## Khuông nhạc liên hiệp
Kẻ một đường thẳng đứng về bên trái một nhóm các khuông nhạc là cách để thành lập một hệ thống khuông nhạc, nghĩa là tất cả các khuông nhạc trong hệ thống sẽ được chơi cùng một lúc. Sử dụng dấu ngoặc móc để nhóm các khuông nhạc của nhiều nhạc cụ lại với nhau thành một đơn vị, chẳng hạn nhóm các khuông nhạc dành cho bộ dây trong dàn nhạc. Sử dụng dấu ngoặc ôm để nhóm các khuông nhạc của riêng một nhạc cụ (chẳng hạn dương cầm, đại phong cầm, harp, marimba) thành một đơn vị. Thỉnh thoảng có dùng thêm dấu ngoặc móc thứ hai để chỉ ra các nhạc cụ nào được nhóm thành cặp, chẳng hạn nhóm hai cái oboe hoặc hai cây vĩ cầm thành một cặp. Trong một số trường hợp, người ta cũng dùng dấu ngoặc ôm cho mục đích này thay vì dấu ngoặc móc.
Trong bản nhạc phổ dành cho bốn giọng hát SATB (soprano - alto - tenor - bass) - đặc biệt là trong nhạc phổ thánh ca - người ta dùng cách ký hiệu divisi, nghĩa là chi làm hai khuông nhạc: khuông trên dành cho soprano và alto còn khuông dưới thì cho tenor và bass.

## Khuông nhạc lớn

Một khuông nhạc lớn

Khi ghép hai khuông nhạc lại với nhau bằng dấu ngoặc ôm hoặc muốn chơi cả bản nhạc mà chỉ cần một người (thường vận dụng nhạc cụ gõ hoặc harp) thì người ta dùng khuông nhạc lớn (great stave, grand staff). Thông thường, khuông trên dùng khóa Sol còn khuông dưới dùng khóa Fa. Trong trường hợp này, nốt Đô giữa được định vị ở giữa hai khuông nhạc, hoặc được viết trên dòng kẻ phụ thứ nhất bên dưới khuông trên hoặc được viết trên dòng kẻ phụ thứ nhất bên trên khuông dưới. Có trường hợp rất hiếm khi người ta vẽ một dòng kẻ đơn ở chính giữa kèm theo một khóa alto (khóa Đô dòng 3) và không dùng dòng kẻ phụ; cách này thường được dùng để chỉ ra rằng các nốt Si, Đô và Rê trên dòng này có thể được chơi bằng tay trái hoặc tay phải đều được. Khi chơi dương cầm hoặc harp, khuông nhạc trên thường được chơi với tay phải còn khuông dưới thì chơi với tay trái. Đối với bản nhạc dành cho đại phong cầm, một khuông nhạc lớn bao gồm ba khuông con, hai khuông ứng với hai tay còn một khuông nữa thì ứng với chân (đặt trên bàn đạp).

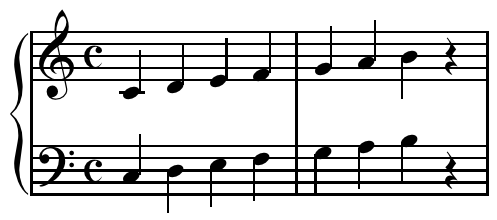
Ví dụ về một khuông nhạc lớn đơn giản. Mỗi khuông con gồm bảy nốt và một dấu lặng.

## Lịch sử
Hệ thống văn bản nhạc phương Tây sơ khai thời Trung cổ được viết bằng các dấu neume, chưa thể hiện chính xác cao độ mà chỉ thể hiện được hình dáng của giai điệu (sự lên xuống của dòng nhạc). Có lẽ cách ký hiệu này được dùng cho mục đích giúp ghi nhớ các giai điệu mà người xưa học vẹt lại.
Trong thời kỳ từ thế kỷ 9 đến thế kỷ 11, có nhiều hệ thống ký nhạc ra đời nhằm làm rõ hơn cao độ, chẳng hạn hệ thống diastematic neume: độ cao của neume trên trang giấy ứng với cao độ tuyệt đối của nó (các bản chép Longobardi và Beneveto ở Ý cho thấy người xưa dùng kỹ thuật này khoảng năm 1000). Ngoài ra trong một số ít các bản chép tay thời xưa còn có hệ thống ký nhạc theo chữ đôi, trong đó sử dụng các chữ cái để ghi nốt nhạc giống với cách thức hiện đại nhưng vẫn gắn kèm với neume. Tuy nhiên, có khá nhiều bản chép tay sử dụng một hoặc nhiều đường kẻ ngang để chỉ các cao độ khác nhau.

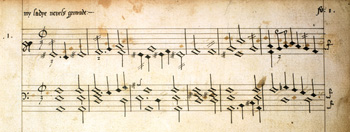
Đoạn trích từ tác phẩm dành cho nhạc cụ phím của William Byrd, 1591, trong đó vẽ khuông nhạc có sáu dòng kẻ

Chuyên luận Musica enchiriadis (năm 900) sử dụng cách ký hiệu Daseia để chỉ rõ các cao độ. Cách ký hiệu như ngày nay bắt nguồn từ Guido d'Arezzo (s.990 - m.1050), và khuông nhạc bốn dòng kẻ của ông hiện vẫn còn được sử dụng trong các ấn phẩm Thánh ca Gregoriano mặc dù đã bỏ đi cách dùng màu đỏ và màu vàng mà d'Arezzo đề ra. Khuông nhạc năm dòng kẻ xuất hiện ở Ý vào thế kỷ 13. Đến cuối thế kỷ 16 vẫn tồn tại song song các loại khuông nhạc gồm bốn, năm và sáu dòng kẻ.